# Беотійська війна
Беотійська війна (378—371 рр. до н. е.) — збройний конфлікт у Стародавній Греції, в якому взяли участь головним чином Спарта і її союзники проти Беотійського союзу на чолі з Фівами, що боролися за підтримки Афін. Конфлікт був частиною Фівано-спартанської війни.

## Передумови
Після закінчення Коринфської війни, в результаті якої багато союзників Спарти залишили її, Спарта почала відновлювати свою гегемонію та карати багатьох нелояльних союзників, користуючись пунктом Анталкидового миру щодо незалежності полісу. У 385 році до н.е. Спарта напала на Мантінею, стверджуючи, що вона не виконала своїх союзницьких зобов'язань як член Пелоппонеського союзу. Фіви, де тоді був полімархом лідер олігархів Леонтіад, спрямували допоміжний загін спартанцям. Коли Спарта захопила місто, вона розділила його на чотири поселення, оскільки саме таким воно було раніше. 
На Халкидському півострові місто Олінф зросло в могутності та порушило умови, ставши гегемоном Халкидського союзу. Через це Спарта послала армію проти міста під командуванням Фебіда. Коли спартанська армія була в Беотії 383/382 року до н.е. Леонтіад, лідер олігархічної партії у Фівах, попросив Фебіда зайняти Кадмею (фіванську фортецю), оскільки Леонтіад відчував загрозу з боку демократичної партії та обіцяв допомогу проти Олінфу. Фебід погодився, окупувавши місто та практично взявши під свій контроль Фіви. Лідера демократій полемарха Ісменія, що перед тим готував союз з Олінфом, було страчено за союз з Імперією Ахеменідів. Разом з тим лише після третього походу у 379 році до н.е. спартанці зуміли підкорити Олінф
Після захоплення фіванської цитаделі спартанцями Пелопід та 300 фіванських демократів втекли до Афін, де Пелопід очолив змову з метою звільнення Фів. Невдовзі одного з лідерів демократів — Андрокліда — було вбито з наказом Леонтіада.
У 379 році до н.е. демократична партія зненацька, за допомоги Філліда, секретаря полемархів, застала та вбила своїх головних політичних опонентів у Фівах (полемархів Архія і Філіппа, а потім лідера олігархів Леонтіада) і підбурила народ проти спартанської залоги. За допомогою афінського війська (5 тис. гоплітів і 500 вершників) на чолі зі стратегом Демофонтом було відбуто напад платейців, союзників Спарти, а потім голодом змусили здатися спартанську залогу в Кадмї.

## Перебіг війни

Антична Беотія

Спарта негайно відправила проти Фів війська під командуванням одного зі своїх царів Клеомброта I. Оскільки прикордонну фортецю Елевтери утримувала афінська залога на чолі із Хабрієм, він був змушений увійти до Беотії через гору Кіферон, де знищив сили фіванських демократів. Пройшовши через союзні міста Платеї та Феспії, війська Клеомброта I розташувалися табором у Кіноскефалах (6 км на захід від Фів). Афіняни були стривожені присутністю спартанці поблизу і, прагнучи заспокоїти Спарту, негайно покарали своїх стратегів, які сприяли фіванському перевороту. В результаті Демофонта було страчено, а Хабрій на деякий час залишив Афіни. 
У свою чергу ймовірно, через побоювання, що Афіни не нададуть підтримки, Фіви відправили посольство до Спарти, пропонуючи возз'єднатися з Пелопоннеською лігою в обмін на визнання її нового уряду. Клеомброт I не завдав жодної шкоди фіванській території, оскільки, очевидно, сподівався на примирення, але уряд у Спарті, очолюваний царем Агесілаєм II, не бажав нічого, крім покарання лідерів перевороту та відновлення проспартанського режиму, умови, які Фіви відхилили.
Через 16 днів Клеомброт I завершив кампанію, безперешкодно відступивши через Кревсіду та Егосфену. Хоча Афіни ще не долучилися напряму до Фів, але вони незабаром стали мішенню спартанської агресії, оскільки фактично допомогли фіванських демократам захопити владу. Сфодрій, гармост (намісник), якого Клеомброт I залишив командувати залишками спартанців у Феспіях, вночі напав на афінський порт Пірей. Атака зазнала невдачі, оскільки спартанці були ще далеко від своєї мети, коли настав світанок, і Сфодрію довелося задовольнитися грабунком аттичної сільської місцевості під час відступу. Спартанське посольство в Афінах, яке, ймовірно, раніше відправив Агесілай II для оцінки намірів Афін, заявила, що не знала про напад. Афіни заявили, що Спарта порушила мир і розпочала підготовку до війни, призначивши стратегами Хабрія, Тимофії та Каллістрата. Водночас було утворено Другий Афінський союз.
Спарта закликала всіх своїх союзників і навесні 378 року, очолювана Агесілаєм II, вдерлася до Беотії. Фіванці та їхній полководець Горгід вирішили чинити опір спартанцям та прикривати своє місто, встановивши, ймовірно, за допомогою афінян, суцільний рів та частокіл, що простягалися від кордону з Феспіями на заході, вздовж північного берега Асопа на півдні, до кордону з Танагрою на сході. Агесілай II робив спроби прорвати це укріплення, переміщуючи свій табір та спустошуючи землю за його межами, тим часом як фіванці та афіняни неодноразово відправляли вилазки, щоб переслідувати спартанські війська. Отримавши оцінку рухів захисників та привчивши їх до своїх власних рухів, спартанський цар здивував їх, вирушивши маршем на світанку та перетнувши частокіл на незахищеній позиції, перш ніж ворог зміг до нього дістатися.
Потім Агесілай II зіткнувся з фіванськими та афінськими силами, що зайняли оборонну позицію на пагорбі приблизно за 3,5 км на південний захід від Фів. Він розпорошив їхні легкі війська та повів свою армію вгору, щоб погрожувати ворогові, але останній, очолюваний афінянином Хабрієм, зухвало стояв на своєму, захищаючись та провокуючи. Не бажаючи наступати вгору проти сильного супротивника, Агесілай II вирішив не вступати в бій і продовжив спустошувати фіванську територію, дійшовши до стін самого міста. Після повернення до Спарти Агесілая II Фебід з Феспій продовжив набіги на ворожу територію, що спонукало Горгіда привести всі свої фіванські сили та пограбувати околиці Феспій у відповідь. Але спартанці завдали поразки Горгід, що відступив, але успішно перегрупувався в долині річки Феспіос і контратакував там своїх переслідувачів, убивши Фебіда та переслідуючи спартанців назад до Феспій.
У 377 році Агесілай II, прибувши до Платей, він послав звістку до Феспій з проханням організувати підготувати місце для спартанського війська, але, як тільки фіванці рушили до Феспій, щоб чекати на його прибуття, він натомість на світанку вирушив на схід до Ерітри та Скола, прослизнувши повз частокіллю в незахищеному місці. Він почав спустошувати ворожу територію, яка не була спустошена попереднього року, перш ніж досягти земель Танагри, що утримувалася спартанцями. Повернувшись на захід, Агесілай II знайшов фіванську армію, сформовану на пагорбі під назвою Граос-Стефос, але він проігнорував їх і рушив прямо до самих Фів. Побоюючись за безпеку свого міста, фіванці залишили свій пагорб і повернулися додому через Потнію, але, незважаючи на переслідування спартанців, вони першими досягли Фів. Агесілай II відступив до Феспій, його олінфська кіннота завдала втрат групі ворожих пелтастів після того, як афінянин Хабрій відмовився ризикувати своїми гоплітами для підтримки фіванців.
Хоча тактика випаленої землі Агесілая II спричинила суттєвунестачу харчів у Фівах, його кампанія чого іншого досягла. Йому не вдалося рішуче вступити в бій з ворогом або захопити Фіви, а грабіжницькі дії зміцнили рішучість постраждалих беотійських громад проти Спарти. Тим часом союзники Спарти дедалі більше були незадоволені постійними та безплідними кампаніями. Зміна політики відбулася після того, як старий Агесілай II, під час перебування в Мегарах на шляху назад до Спарти, захворів, що зробило його недієздатним на роки. 
376 року до н.е. Клеомброт I знову рушив до Беотії, але його військо було заблоковано на перевалах Кіферона. Оскільки спартанці не змогли подолати гори, це дало фіванцям можливість атакувати ворогів, і таким чином вони завоювали решту фортець спартанців у Беотії, зкорема у Феспіях. У спартанців залишилася лише частина Беотії на півдні та Орхомен на північному заході.
Оскільки спартанцям було важко атакувати Фіви на суші, Клеомброт I ініціював зміну політики: Спарта перенесла свою увагу з Фів на суші на Афіни на морі. У відповідь афіняни спрямували потужний флот до Лаконію. Спартанський наварх Полліс повів свій невеликий флот, щоб спробувати зупинити облогу, але був загинув під час морської битви біля Наксосу проти афінського стратега Хабрія. Ця морська перемога стала першою перемогою афінського військово-морського флоту з часів Пелопоннеської війни. Пізніше, у 376 році до нашої ери, Хабрій здійснив набіг на Лаконію та, можливо, досяг Селласії, що знаходиться на північний схід від Спарти. 
У 375 році до н.е. Афіни здійснили дві успішні кампанії — в північну частину Егейського моря під командуванням Хабрія та навколо Пелопоннесу до Акарнані під орудою Тимофія. Останінй переміг спартанців у морській битві при Алізії.
У 375 році до н.е. було поновлено Анталкидів мир, але це тривало лише кілька місяців. Захоплення Платеї фіванцями поставило під напругу фівансько-афінський союз, оскільки платейців було вигнано зі свого міста та вони знайшли притулок в Афінах, де стали сильним голосом проти Фів. Афіни наполягали на перемовинах зі Спартою. Мирний договір було узгоджено, але під час підписання виникли значні розбіжності. Епамінонд наполягав на тому, що він повинен підписати його за беотійців в цілому, а не лише за Фів. У відповідь цар Агесілай II викреслив ім'я Фів зі списку підписантів. Обидві сторони залишили конференцію та готувалися до відновлення воєнних дій.
Невдовзі Фіви відновили Беотійський союз. 375 року до н.е. Пелопід у битві при Тегірах завдав поразки спартанському загону на чолі із Феопомпом і Горголеоном. Невдовзі було укладено союз з фессалійським тагом Ясоном. Спроба фіванського війська зайняти Фокиду виявилася невдалою через нове вторгнення спартанців. 
374 року до н.е. Афіни уклали мир зі Спартою, осільки не бажали подальшого посилення Фів. Але вже 373 року до н.е. Афіни і Спарта знову почали бойові дії через спробу спартанського флота захопити Керкіру, союзницю афінян. У свою чергу Сиракузи відправили свій флот на допомогу Спарті. Але керкірці перемогли спартанців, а афінський флот на чолі із Іфікратом здолав сиракузький.
371 року до н.е. Афіни, відправивши посольство на чолі із Каллієм, знову уклали мирний договір зі Спартою (Калліїв мир), до якого не доєдналися Фіви. У відповідь спартанці під командуванням Клеомброта I виступили проти Фів, проте зазнали ніщивної поразки у битві при Левктрах. Цим війна завершилася, оскільки спартанці вже не наважувалися вдиратися до Беотії.

## Наслідки
Спартанську гегемонію внаслідок поразки у Беотійській війні було фактично повалено в Елладі. Невдовзі почався період фіванської гегемонії. Фіванці перенесли бойові дії до Пелоппонеського півострова. У Беотійський союз вступило багато полісів Евбеї, Фокіди, Етолії та інших областей Середньої Греції. На Пелопоннесі посилилися антиспартанські настрої (Пелопоннеський союз став розпадатися), а у багатьох містах до влади прийшли демократичні угруповання. Війна Беотійського союзу і Спарти тривала до 362 року до н.е.